# Les Larmes d'un héros
Pour plus de détails, voir Fiche technique et Distribution.
Les Larmes d'un héros (英雄无泪, Yīngxióng wú lèi) est un film hongkongais réalisé par John Woo et sorti en 1986.

## Synopsis
Chan Chung fait partie d'une équipe de baroudeurs ayant pour mission de kidnapper le général Samton, baron de la drogue du Triangle d'or. En récompense, il aura la possibilité de recommencer une nouvelle vie en Amérique avec son fils et sa sœur. Mais quand Chan et ses hommes sont témoins des exactions d'un cruel officier vietnamien (Lam Ching-ying) vis-à-vis de civils français lors d'un contrôle d'identité, ils interviennent avec force. Chan tire une balle dans l'œil de l'officier qui n'aura dès lors de cesse de le rattraper pour se venger. L'équipe est désormais poursuivie par les hommes du général Samton et les soldats vietnamiens.

## Fiche technique
Sauf indication contraire, les informations mentionnées dans cette section peuvent être confirmées par la base de données cinématographiques IMDb,  présente dans la section « Liens externes ».
- Titre francophone : Les Larmes d'un Héros
- Titre anglophone : Heroes Shed No Tears
- Titre original : 英雄无泪, Yīngxióng wú lèi
- Réalisation : John Woo
- Scénario : John Woo, Peter Chan et Leung-Chun Chiu
- Musique : Tang Siu-Lam et Chung Shiu-Fung
- Direction artistique : Yuen-Chi Fung
- Photographie : Kenichi Nakagawa
- Montage : Yiu-Chung Cheung
- Production : Peter Chan, Raymond Chow et John Woo
- Société de production : Golden Harvest et Paragon Films Ltd.
- Société de distribution : Golden Harvest (Hong Kong)
- Budget : n/a
- Pays de production :  Hong Kong
- Langue originale : cantonais
- Format : Couleurs - 1,85:1 - 35 mm - son mono
- Genre : action
- Durée : 93 minutes
- Dates de sortie[1] :
  - Hong Kong : 5 septembre 1986
  - France : 26 juillet 1999
- Classification[2] :
  - France : tous publics

## Distribution
- Eddy Ko : Chan Chung
- Chin Yuet-sang
- Doo Hee Jang
- Kim Ho-kon
- Philippe Loffredo : Louis
- Lam Ching-ying : l'officier vietnamien
- Lau Chau-sang : Chau Sang
- Cécile Le Bailly : la journaliste française

## Production
Après avoir achevé Plain Jane to the Rescue, John Woo développe un nouveau film intitulé The Sunset Warrior. Non satisfait par sa collaboration avec le studio Golden Harvest mais il est encore sous contrat : « Je voulais juste faire n'importe quel film pour qu'ils finissent le contrat ». Le cinéaste chinois développe finalement un film simple et rapide à faire pour clore ce contrat.
Le tournage a lieu en Thaïlande en 1984.

## Sortie et accueil
Tourné en 1984, le film ne sort qu'en 1986, quelques mois après l'immense succès du film Le Syndicat du crime, également mis en scène par John Woo. Ce dernier désavouera en partie le film car le montage est celui de Golden Harvest et non celui qu'il a choisi.